# شهرستان بمبالی
شهرستان بمبالی (به لاتین: Bombali District) یک منطقهٔ مسکونی در سیرالئون است که در استان شمالی، سیرالئون واقع شده‌است. شهرستان بمبالی ۷٬۹۸۵ کیلومتر مربع مساحت و ۶۰۶٬۱۸۳ نفر جمعیت دارد.